# Педро Парамо
«Пе́дро Па́рамо» (исп. Pedro Páramo) — единственный роман мексиканского писателя Хуана Рульфо, опубликованный в 1955 году, один из первых латиноамериканских романов в жанре магического реализма. Роман Рульфо стал одной из вершин испаноязычной литературы и оказал значительное влияние на творчество таких писателей как Карлос Фуэнтес, Габриэль Гарсия Маркес и Хорхе Луис Борхес.

## Сюжет
Хуа́н Пресья́до рассказывает, что по предсмертному желанию своей матери он уходит искать своего отца, Пе́дро Па́рамо, которого он никогда не знал. Хуан Пресьядо находит пустынный город Комалу, населённый одними призраками. Придя в себя, он понимает, что находится в мире мёртвых.
Умерший Хуан слышит шёпот мёртвых, которые пересказывают события, произошедшие в Комале во времена Педро Парамо. «Молчаливые голоса» умерших рождаются в этой призрачной и таинственной среде и связывают повествование.
Кратко рассказывается о жизни Педро Парамо, от младенчества до старости. Писатель создаёт зловещий образ всесильного касика ‒ богача и хозяина целой округи.
Он становится жестоким и жадным землевладельцем, который стремится получить всё, что ему нужно, любыми доступными методами, но не может добиться любви Сусаны Сан Хуан, которую знает с детства. Смерть Сусаны повергает его в отчаяние, которое отягощает нечаянное оскорбление со стороны горожан, веселящихся на ярмарке. Хуан застаёт в опустевшем городе царство смерти.

## Особенности художественного метода и стилистики
Работа Рульфо стала одним из наиболее ранних и значительных проявлений магического реализма.
Роман организован на различных описательных уровнях: настоящего (поиски Хуана Пресьядо) и прошлого (разговоры Педро и Мигеля Парамо много лет ранее) связаны между собой посредством голосов и воспоминаний различных персонажей. Находясь в Комале, Хуан Пресьядо убеждается, что все, кого он видит и чьи голоса он слышит, не принадлежат миру живых, а скорее призраки или наказанные души, но это понимание и его последствия представлены в ясной и реалистичной манере. Ещё одна сторона романа, которая усиливает его значение, — это авторский стиль, лёгкий для восприятия и метафоричный, полный поэтических образов.
Произведение глубоко раскрывает внутренний мир мексиканских крестьян.

## Кинематограф
В 1967 году мексиканский режиссёр Карлос Вело роман был впервые экранизирован? фильм был номинирован на Золотую пальмовую ветвь, но не получил её.
В 1978 году в Мексике режиссёром Хосе Боланьосом был снят кинофильм «Педро Парамо» по сценарию Хосе Боланьоса и Хуана Рульфо.
В 2024 году Родриго Прието снял фильм "Педро Парамо". 